# Mexikóiszágó
A mexikóiszágó (Dioon edule) a cikászok (Cycadopsida) osztályának cikászok (Cycadales) rendjébe, ezen belül a bunkóspálmafélék (Zamiaceae) családjába tartozó faj.

## Előfordulása
Közép-Amerika, főleg Mexikó fagymentes területein honos.

## Változatai
- Dioon edule var. angustifolium (Miq.) Miq., Arch. Neerl. Sci. Exact. Nat. 3(5): 427 (1868)
- Dioon edule var. edule

## Megjelenése, felépítése
Rövid és vastag, felálló törzse nem éri el a 2 métert, gyakran csaknem hiányzik. Felületén hosszan kihegyezett pikkelyek borítják.
Levele szárnyalt, 1-1,8 méter hosszú; a legfiatalabb levelek levélkéi a levélgerinc felett összehajtottak. Az idősebb levélkék 5-6 milliméter szélesek. Merevek, a csúcsuk szúrós, a levélnyél oldalt nem tövises. A levélkék válla alig keskenyebbek, mint a közepe; középerük nincs. Az ugyancsak termesztett bunkóspálmaféléktől (Zamiaceae)eltérően a levélkék alapja nem keskenyül el. 
A szaporítószervek masszív tobozokban ülnek a levélüstök közepén. A tobozpikkelyek csúcsa felfelé görbül. A hímivarúak számos pollenzsákot hordoznak az alsó oldalukon, a nőivarúakon 2-2 befelé forduló magkezdemény helyezkedik el. A csonthéjas terméshez hasonló tojás alakú, sárga, mintegy 10-20 milliméter hosszú magvak csak éretten válnak láthatóvá, amikor a narancsvörös toboz széthullik.

## Életmódja, termőhelye
Hosszú életű növény; az ezer éves példányok sem ritkák.

## Felhasználása
Keményítőben gazdag magvaiból liszt nyerhető.

## Képek

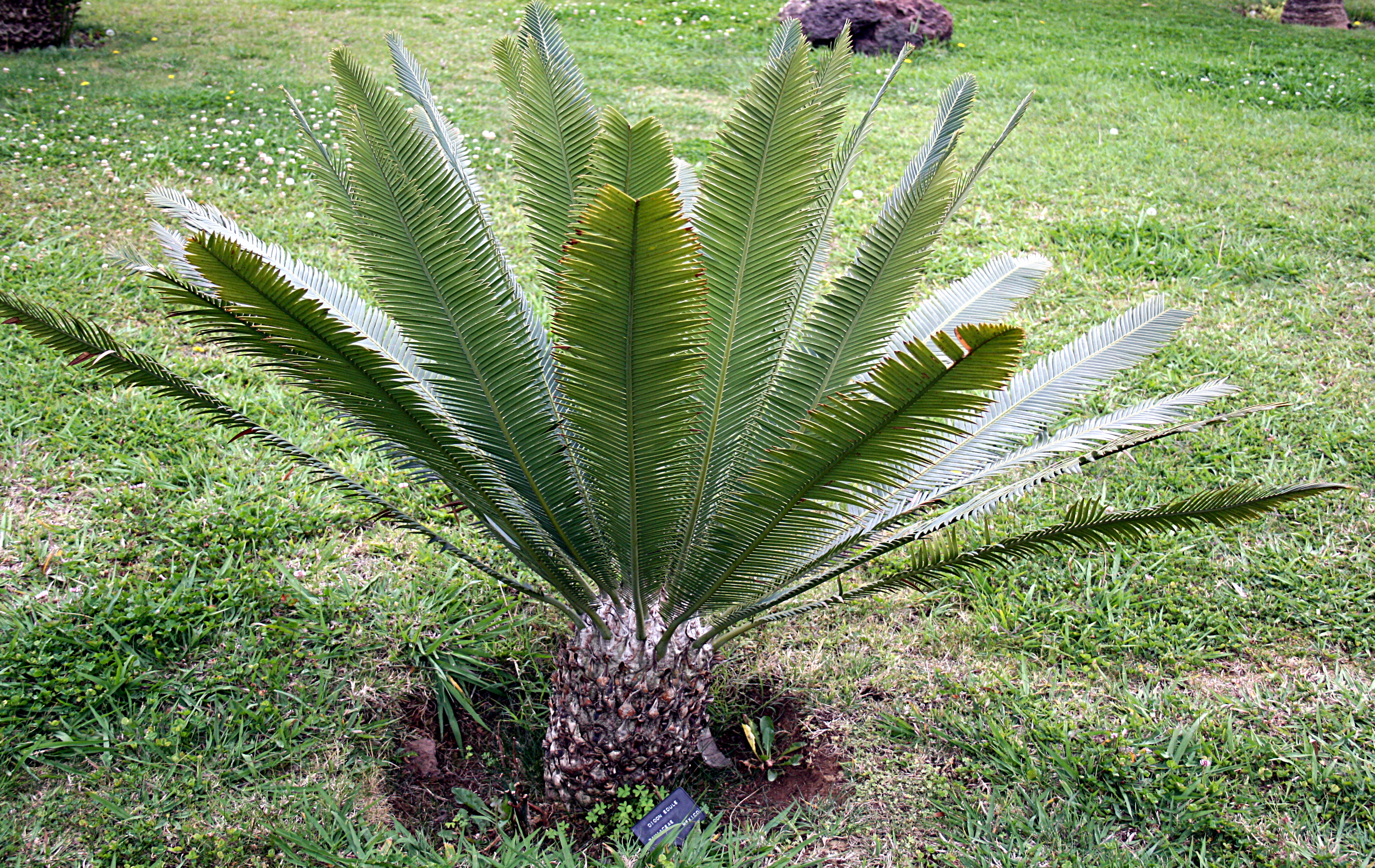
A növény
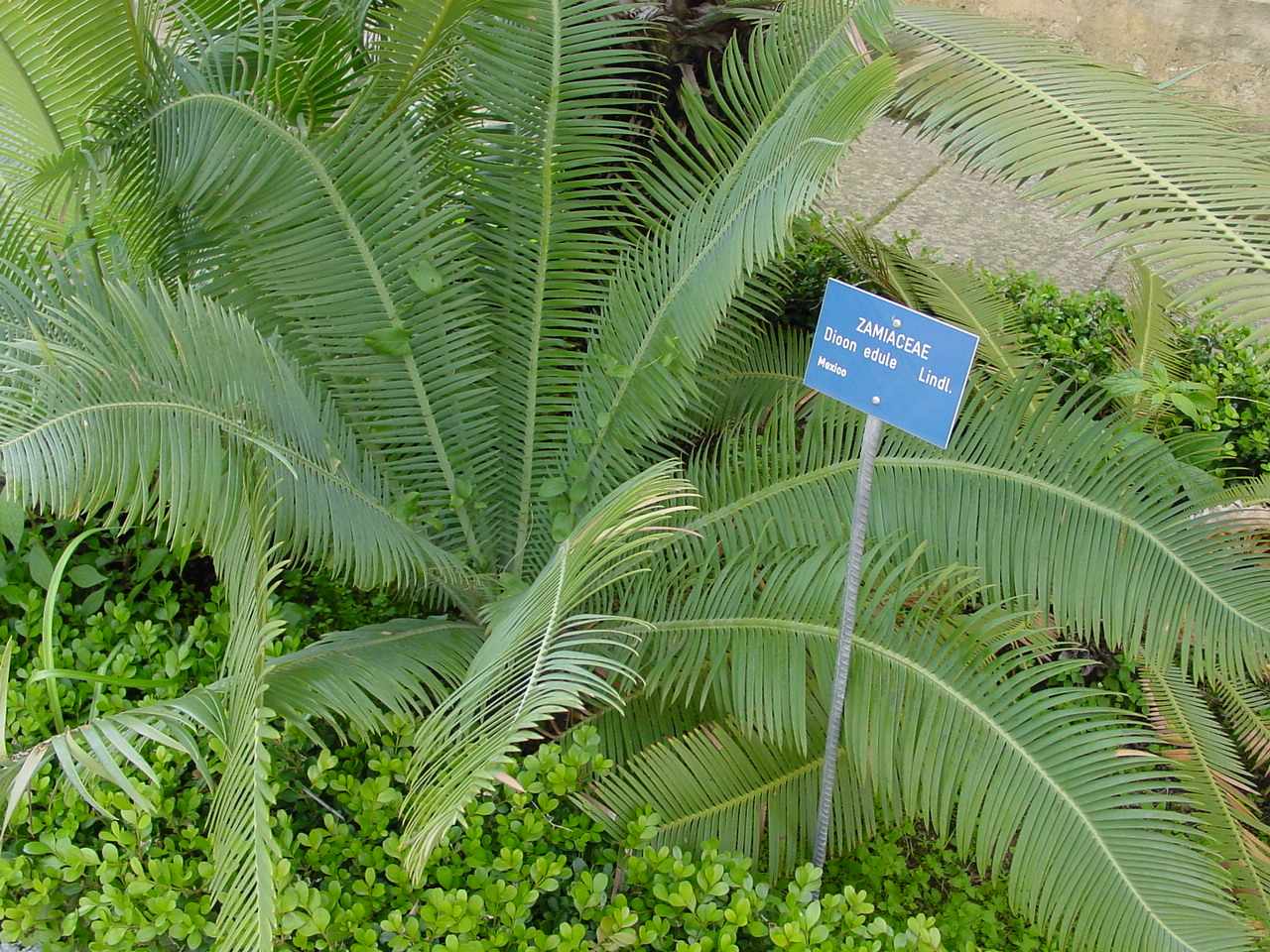
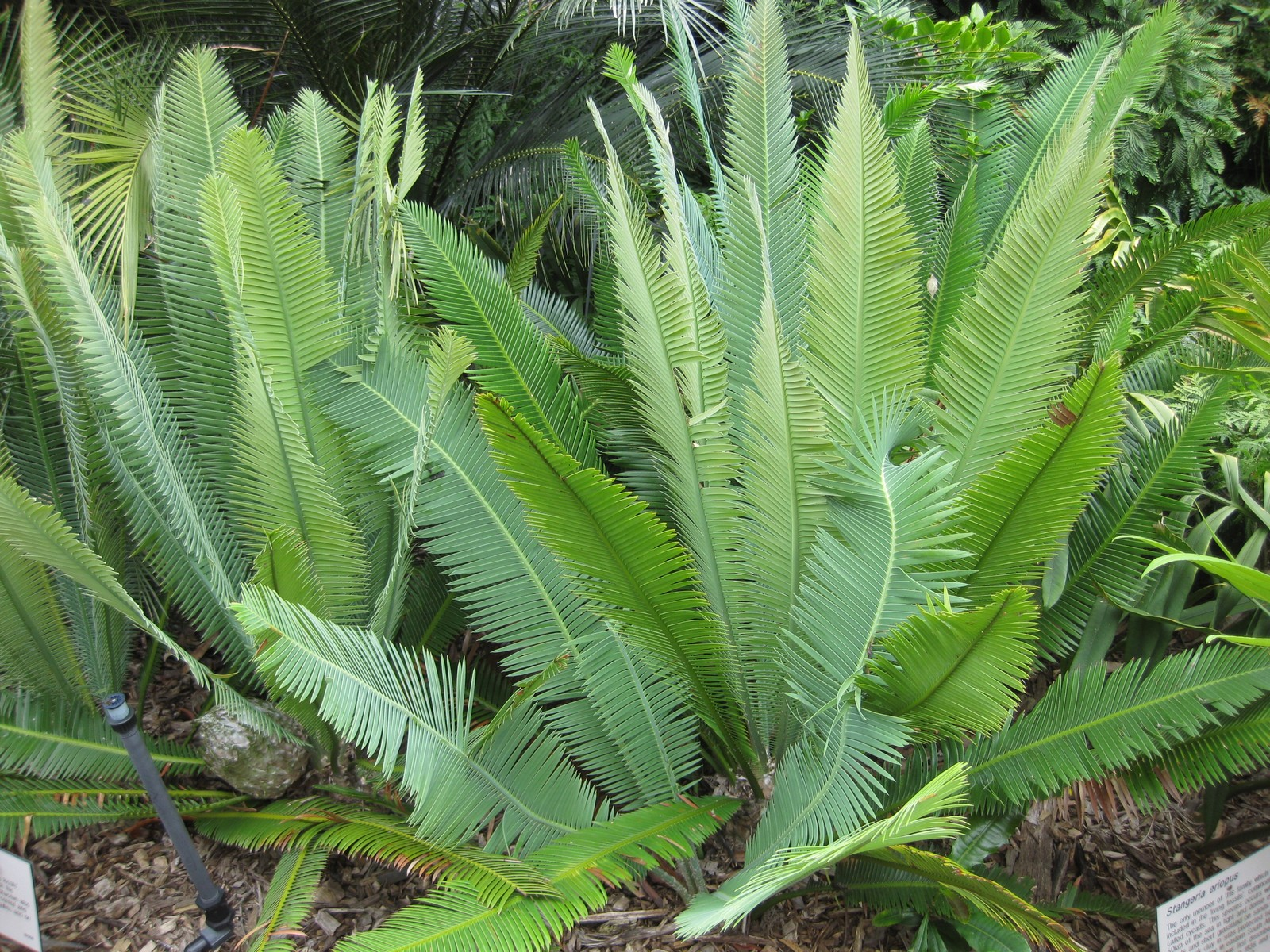
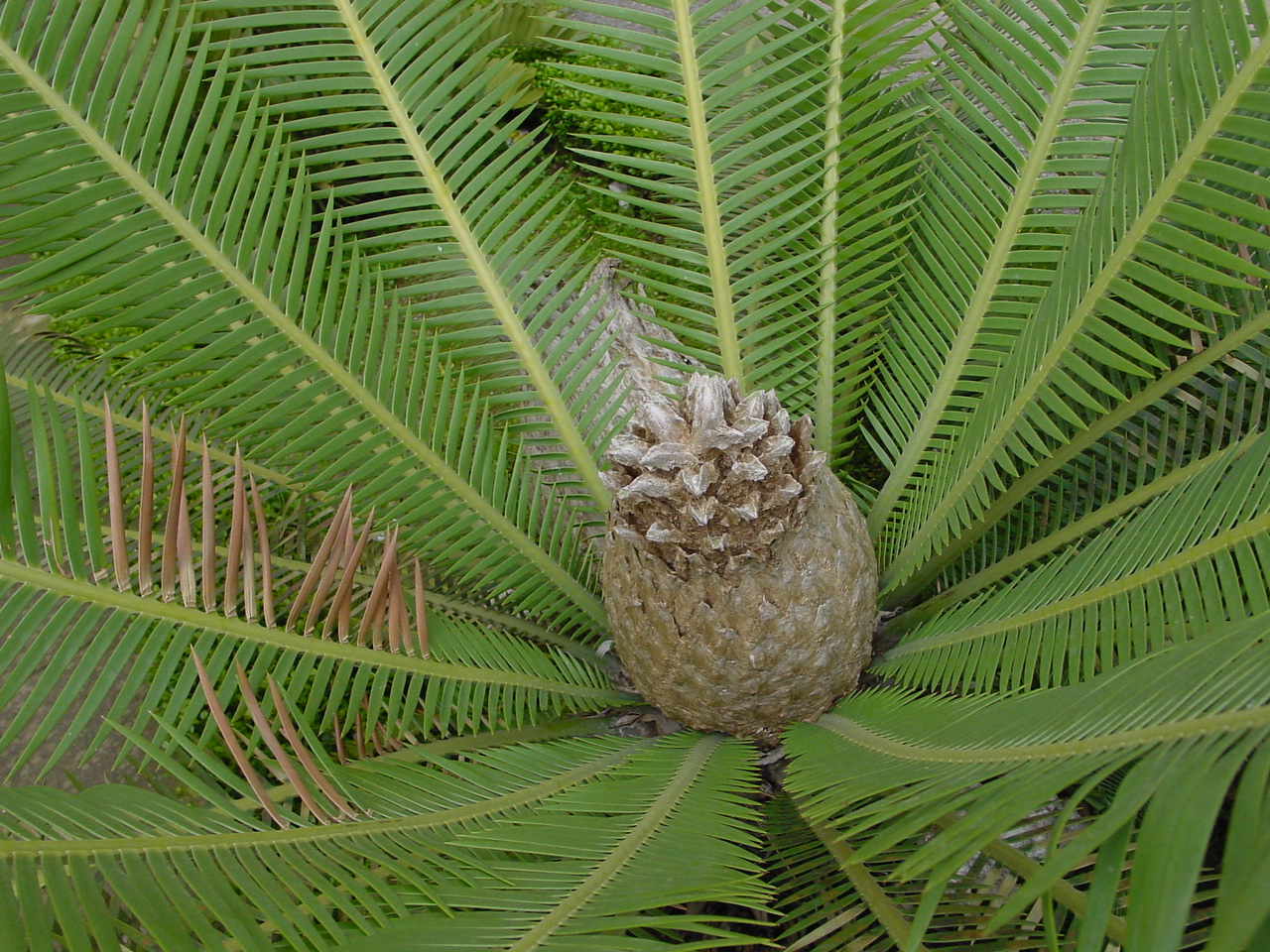
Virágzata
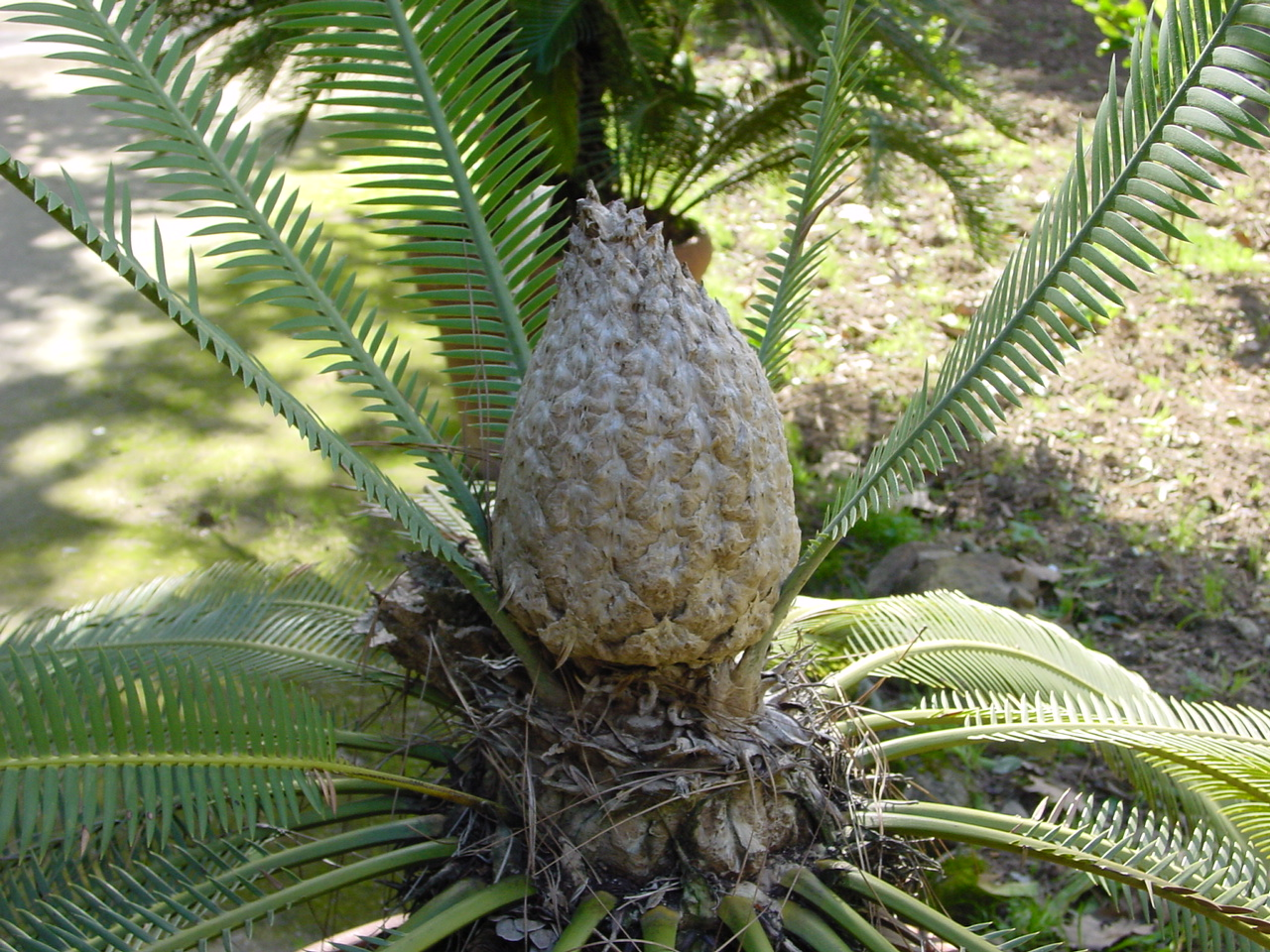
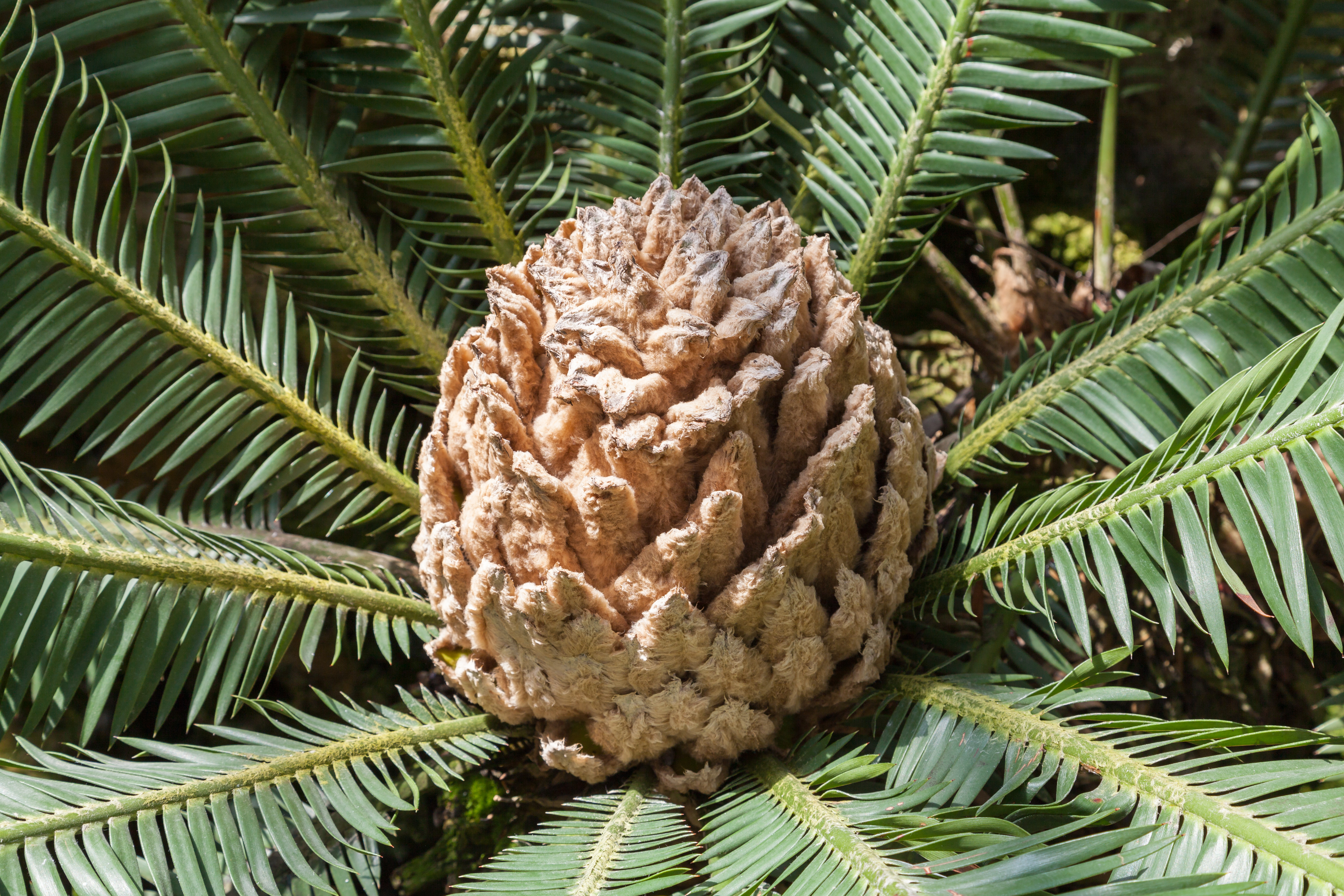
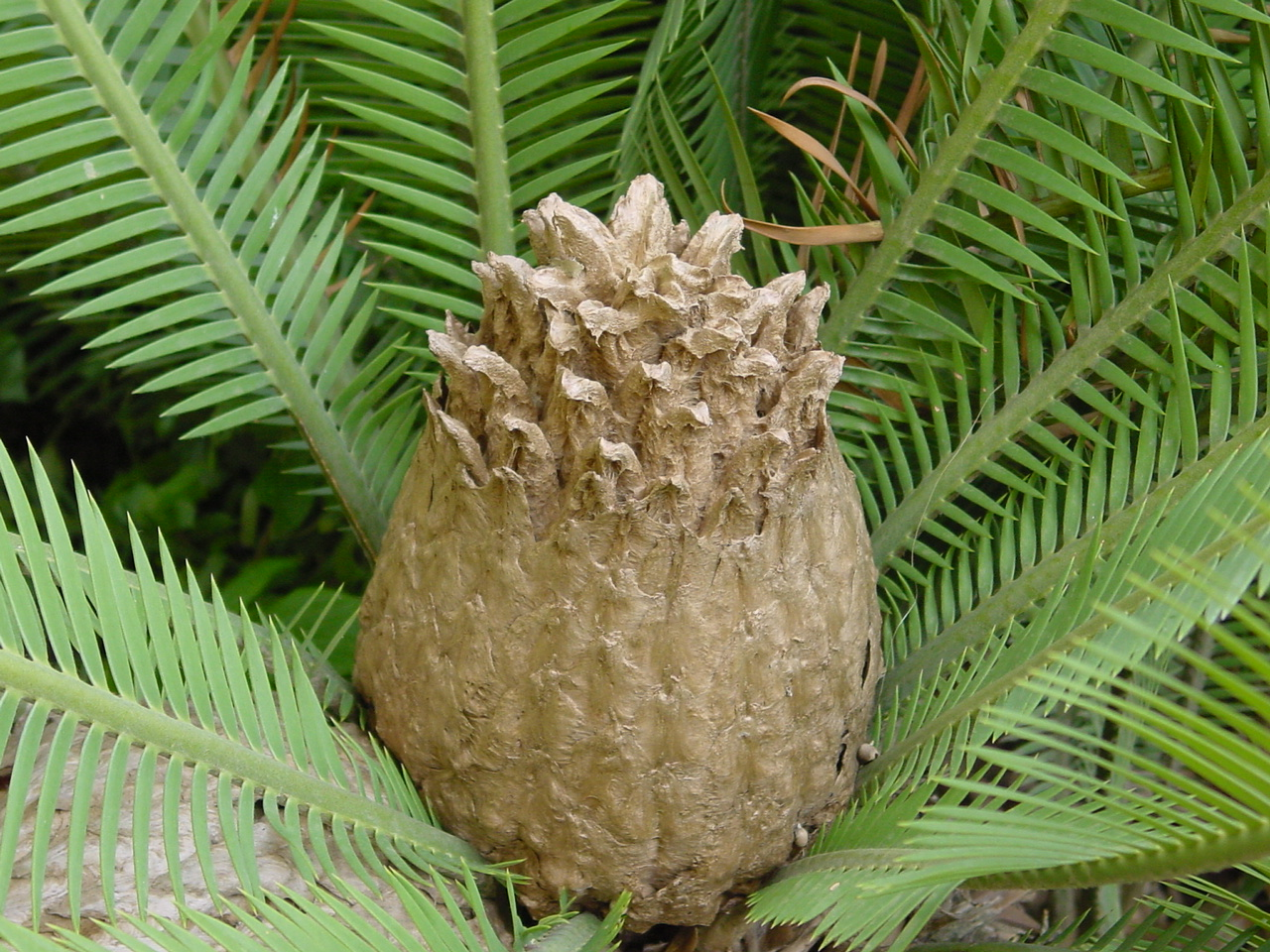
Nőnemű virágzat
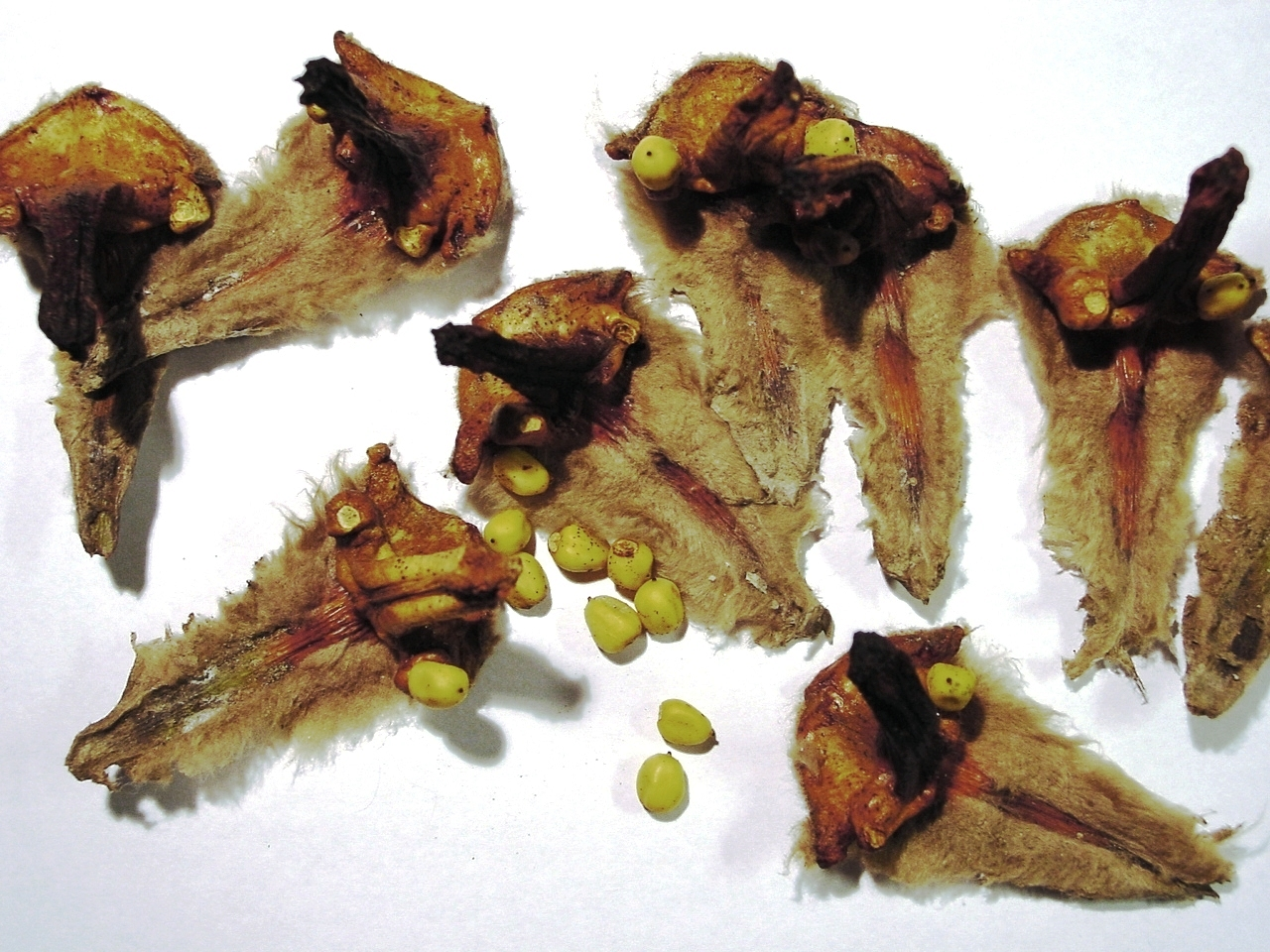
Magvai
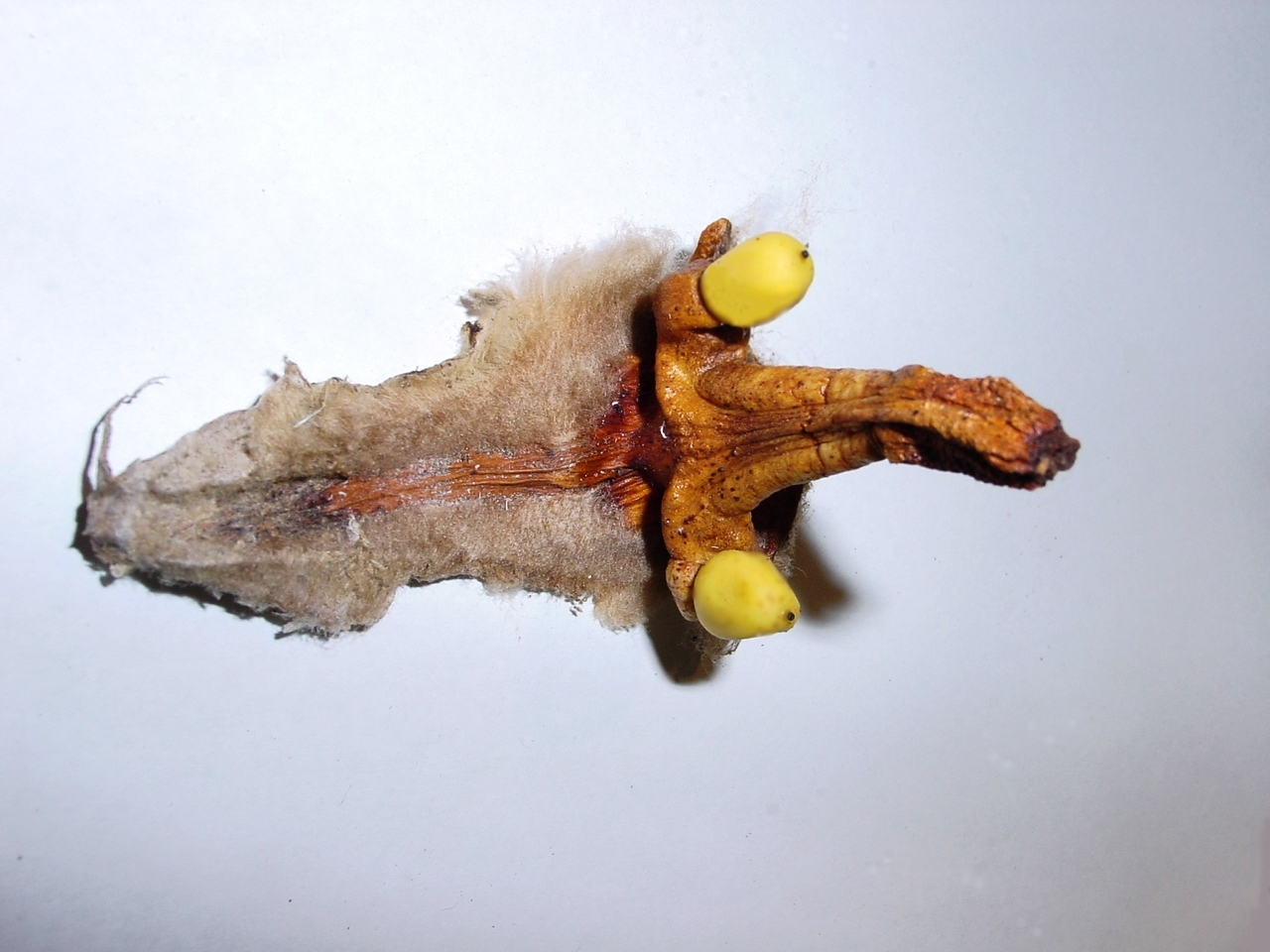
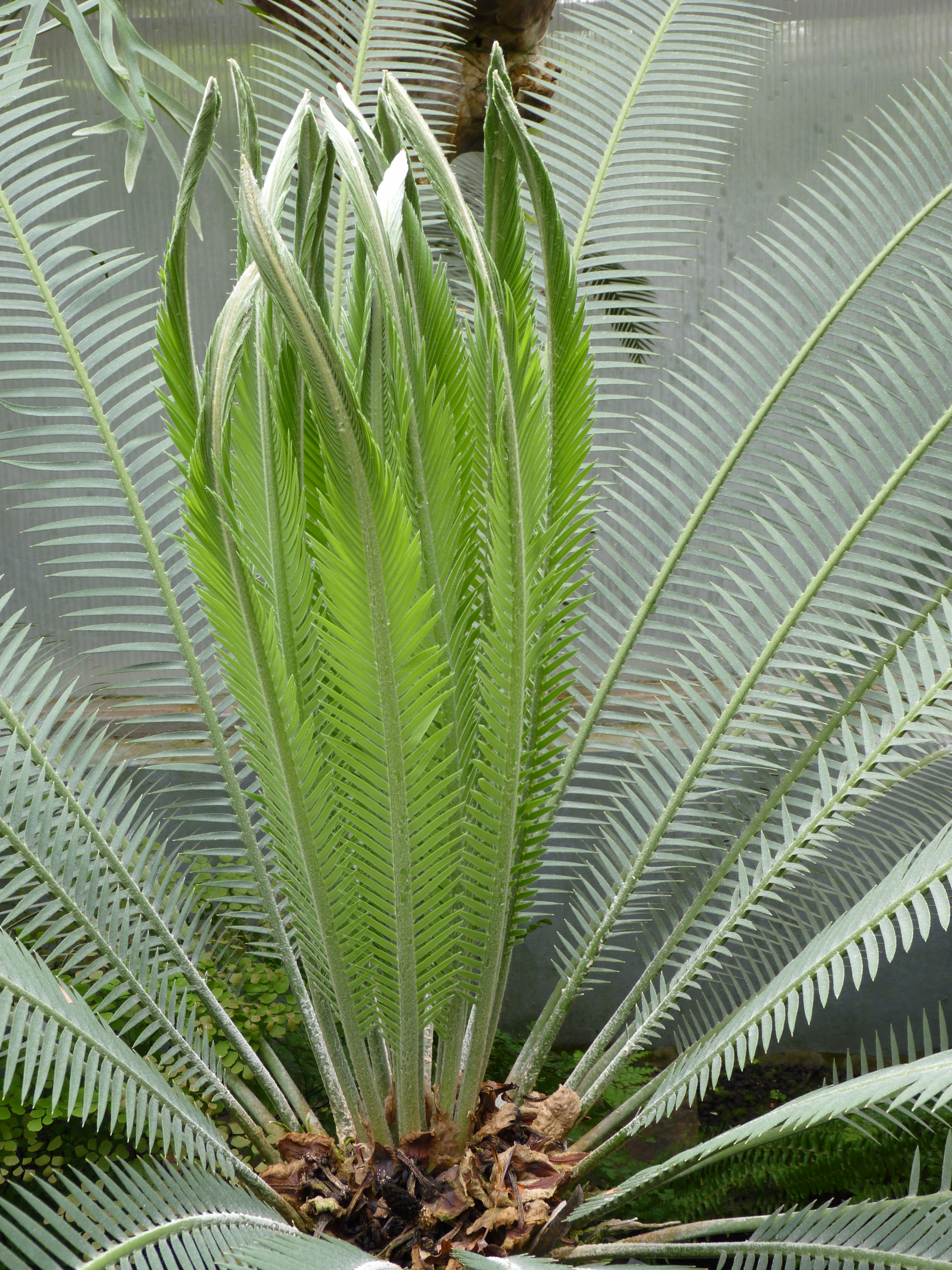
Fiatal hajtások
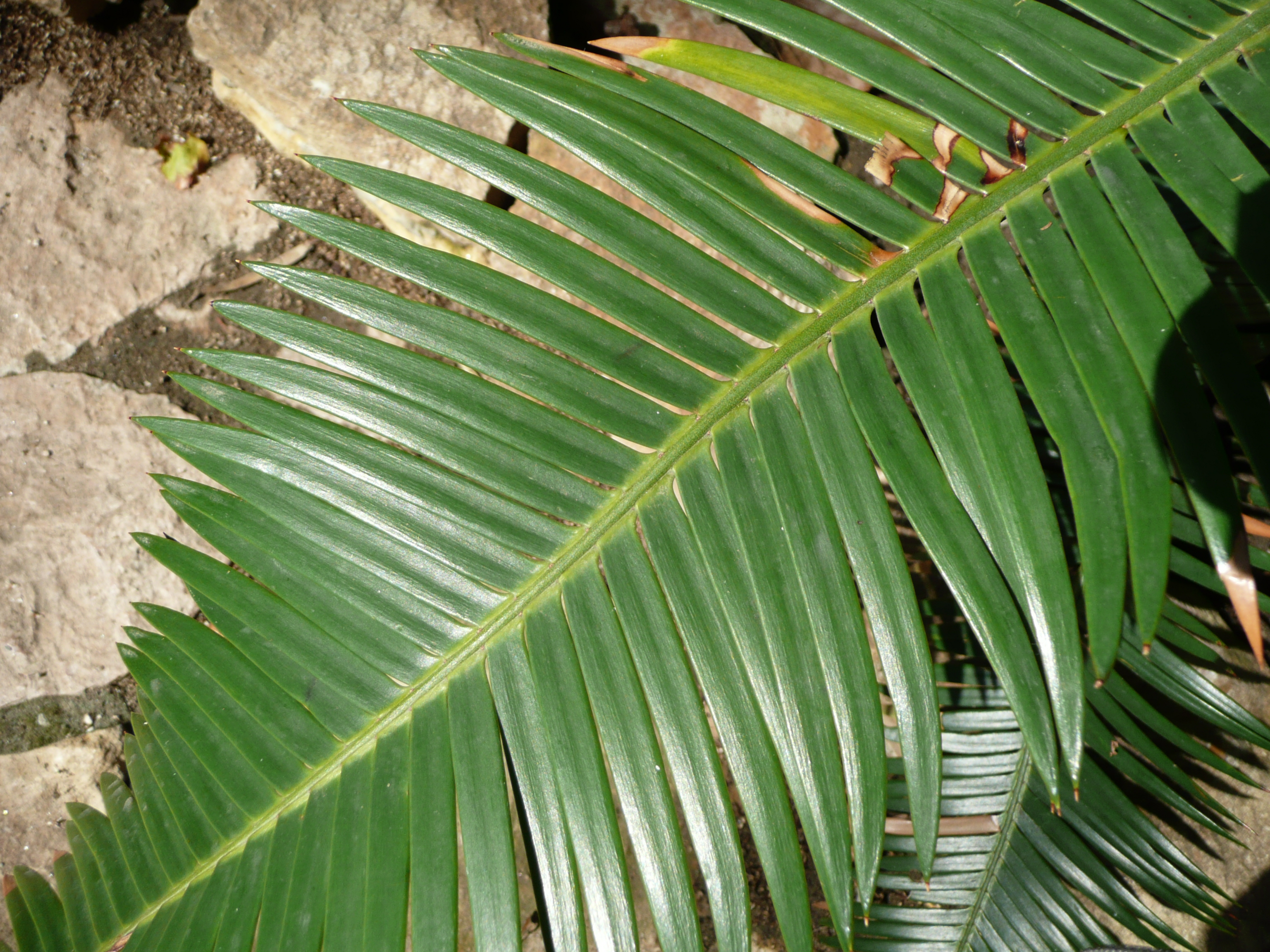
Levele
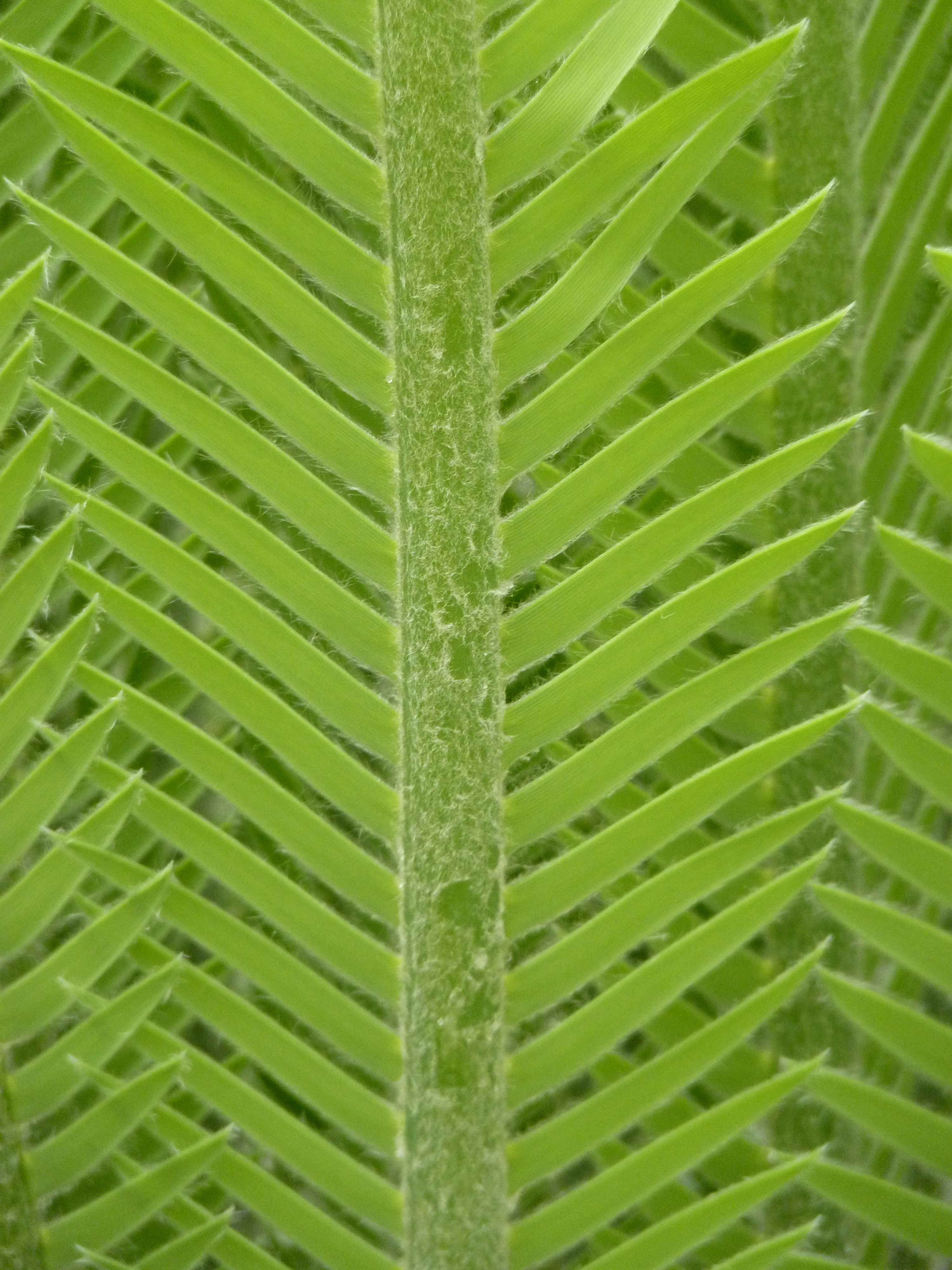
közelről